# Днепр (футбольный клуб, Черкассы)
«Днепр» — украинский футбольный клуб из города Черкассы. Выступал в первой и второй лигах чемпионата Украины.

## Прежние названия
- 1955—1956 гг.: «Буревестник»
- 1957—1966 гг.: «Колхозник» (укр. «Колгоспник»)
- 1967—1972 гг.: «Днепр»
- 1973—1974 гг.: «Гранит»
- 1975—1996 гг.: «Днепр»
- 1997—2004 гг.: ФК «Черкассы»
- 2004—2009 гг.: «Днепр»
- 2018—2022 гг.: МСК «Днепр»

## История

### Образование и становление (1955—1957)
В январе 1954 года была образована Черкасская область, что дало новый толчок развитию футбола региона. В 1955 году в Черкассах была создана команда «Буревестник», которая стартовала со второго круга первенстве УССР среди коллективов физкультуры, заменив занимавшую последнее место в своей группе, другую черкасскую команду — «Динамо». Впрочем изменить турнирное положение коллективу не удалось, черкащане финишировали на восьмом месте среди восьми команд.
В следующем сезоне «Буревестник» снова принял участие в любительском первенстве республики, где выступил уже более уверенно, заняв итоговое 2 место в своей зоне. Кроме того, команда стала чемпионом и обладателем Кубка Черкасской области, а также победителем первенства Центрального совета спортивного общества «Буревестник», проходившего на Закарпатье, где в финале со счётом 5:3 обыграла местную команду из Мукачево. В 1956 году коллектив провёл несколько товарищеских матчей с ведущими командами СССР: ЦДСА, которому уступил со счётом 1:5 и московским «Торпедо», с Валентином Ивановым, Славой Метревели и Эдуардом Стрельцовым в составе. Закономерно, что и этот поединок черкащане проиграли со счётом 1:3.
В 1957 году команда стала представлять сельское спортивное общество, получив новое название — «Колхозник» и нового тренера, бывшего игрока различных черкасских коллективов, Франца Атбашьяна. Как и в предыдущем сезоне, черкащане заняли 2 место в своей группе республиканского первенства среди команд КФК, стали победителями чемпионата и обладателями Кубка Черкасской области. Не обошлось и без поединков с лучшими командами страны. 25 мая и 9 ноября черкащане дважды сыграли товарищеские матчи против киевского «Динамо», уступив оба раза опытному сопернику со счётом 1:3.

### Класс «Б» и Кубок СССР (1958—1970)
В 1958 году «Колхозник» получил статус команды мастеров и впервые в истории черкасского футбола стартовал в чемпионате СССР класса «Б». Дебют команды, которую возглавил известный в прошлом защитник киевского «Динамо» Абрам Лерман, состоялся 20 апреля в выездном поединке против днепродзержинского «Химика», завершившегося ничейным результатом 1:1. Первый гол команды в чемпионатах СССР забил Давид Городецкий. 11 мая 1958 года, команда провела свой первый официальный матч на новом стадионе в Черкассах, проиграв гостям из симферопольского «Авангарда» 0:1. Дебютный сезон среди команд мастеров «Колхозник» завершил на 13 месте. В этом же году коллектив провёл несколько важных товарищеских поединков, сыграв свой первый международный матч, одержав победу над польской командой АЗС из города Карчев со счётом 4:0, а также провёл встречу со второй сборной СССР, которой уступил 0:2. Ещё один дебют для черкасской команды состоялся в турнире на Кубок СССР, где 4 июля 1958 года «Колхозник» встретился в Днепродзержинске с местным «Химиком», обыграв соперника со счётом 2:1, благодаря двум голам забитых с пенальти Вячеславом Митиным. На следующем этапе черкащане одержали победу над командой «Ракета» из Горького — 2:1 и лишь в полуфинале зонального кубкового турнира, уступили днепропетровскому «Металлургу» 0:1.
Сезон 1959 года выдался самым успешным в советской истории черкасской команды. В первенстве класса «Б», «Колхозник» занял достаточно высокое 4 место. В этом же году коллективу из Черкасс доверили защищать честь страны на 4 Международных сельских играх молодёжи, проходивших в Болгарии. Подопечные Лермана и его помощника Атбашьяна, поочерёдно обыграли команды Румынии — 6:0, ГДР — 1:0, Польши — 4:0. В финале был повержен коллектив хозяйки соревнований, Болгарии — 4:1. Победителями игр стали футболисты: М. Федорков, А. Проскуряков, И. Хаткевич, Т. Урбанский, Л. Варга, И. Кобылочный, И. Терлецкий, В. Марков, Д. Городецкий, М. Вульфович, А. Гончаров, Б. Соколов, В. Митин, Л. Яровой.
В дальнейшем, выступая в классе «Б», черкащане особых успехов не добивались, стабильно занимая места в середине турнирной таблицы. Лишь в 1967 году, переименованный в «Днепр», коллектив под руководством старшего тренера Франца Атбашьяна, боролся за высокие места, но в итоге финишировал лишь на шестой позиции. Всего в классе «Б», команда провела 481 матч: 165 побед, 156 ничьих и 160 поражений. Разница мячей 469—476. Лучшим голеадором команды в классе «Б» стал Владимир Никонов — 54 забитых мяча. У него же лучший результат за сезон — 21 гол в 1963 году.
В играх за Кубок СССР наиболее успешным был сезон 1961 года. Коллектив, сменившего на тренерском мостике Лермана, Николая Заворотного, пробился через игры зонального этапа и вышел в 1/32 финала, где в гостевом поединке, благодаря голу Михаила Вульфовича, сумел обыграть кутаисское «Торпедо». Но в 1/16 финала «Колхозник», в напряжённом поединке уступил ленинградскому «Зениту» 0:1 и вынужден был сойти с дистанции. В розыгрыше Кубкового турнира 1962 года, команда стартовала с победы над черновицким «Авангардом» 1:0 и на следующем этапе встретилась с днепропетровским «Днепром». Основное и добавленное время поединка закончилось ничьей 1:1. Согласно регламенту, проводился дополнительный поединок, но и он не выявил победителя. Основное и дополнительное время завершилось с тем же результатом, что и в первом матче. Командам ничего не оставалось, как через несколько дней играть в третий раз. Очередная встреча соперников снова не выявила победителя — 0:0. В итоге победителя пришлось определять с помощью жребия, который оказался удачным для черкасской команды. На следующем этапе «Колхозник» обыграл одноклубников из Полтавы 2:0 и лишь на полуфинальной стадии зонального кубкового турнира вынужден был сойти с дистанции, уступив «Судостроителю» 1:3.

### Вторая лига СССР (1971—1991)
С 1971 года чемпионат СССР по футболу среди команд мастеров проводился в новом формате. Были созданы высшая, первая и вторая лиги. «Днепр» принял участие в украинской зоне второлигового турнира. Первенство команда провела крайне неудачно, финишировав на 24 месте среди 26 коллективов и впервые, с 1958 года, лишился статуса команды мастеров. В следующем сезоне днепряне, под руководством в очередной раз ставшего у руля команды Николая Заворотного, выступали в первенстве УССР среди команд коллективов физкультуры.
В 1973 году, руководством области было принято решение воссоздать в Черкассах сильный футбольный коллектив, способный бороться за высокие места в турнирах команд мастеров. Игравшая в любительских соревнованиях и представлявшая завод «Фотоприбор» команда «Днепр», получила новое название — «Гранит». На тренерский пост был приглашён бывший нападающий киевского «Динамо» и сборной СССР Виталий Хмельницкий, помогать которому остался бывший наставник Николай Заворотний. Из разных городов республики были приглашены футболисты, для финансирования задействовали предприятия черкасского региона. Результат не заставил себя долго ждать. Уже в сезоне 1973 года, «Гранит» уверенно выступил в 4 зоне любительского чемпионата республики, заняв первое место. В финальном турнире, разобравшись со своими соперниками, черкасская команда вернула себе место среди команд мастеров. В турнире второй лиги «Гранит» отыграл гораздо скромнее, финишировав лишь на 16 месте. В конце сезона вокруг черкасской команды разразился скандал, связанный с публикацией в газете «Правда» фельетона «Позолоти ножку», где указывалось на злоупотреблениях должностными лицами при финансировании команды и неспортивном поведении самих футболистов. После последовавших за публикацией проверок и сделанных оргвыводов, «Гранит» был лишён места во второй лиге, коллектив расформирован. Вернулся в Киев тренер Хмельницкий а футболисты разбежались по другим командам. При заводе «Фотоприбор» остался только любительский коллектив, который вернув прежнее название, продолжил играть в любительском первенстве УССР.
В 1977 году было принято решение вернуть черкасской команде место во второй лиге, где днепряне выступали не слишком удачно, преимущественно находясь в зоне аутсайдеров. Определённый сдвиг в игре команды начался после приглашения на должность старшего тренера Виктора Жилина, сумевшего создать боеспособный коллектив, одним из лидеров которого был, приглашённый наставником из киевского спортинтерната, молодой полузащитник Иван Яремчук. В сезоне 1982 года черкащане финишировали на 8 месте, что стало лучшим результатом за весь период выступлений коллектива во второй лиге СССР.
В 1983 году Жилин покинул Черкассы и «Днепр» снова скатился в зону вылета. В сезоне 1984 года команда выглядела безнадёжным аутсайдером и по итогам первенства, заняв последнюю строчку в турнирной таблице, покинула вторую лигу, продолжив выступления в любительских соревнованиях. Очередной подъём черкасской команды начался в 1987 году, с приходом на тренерский мостик Вячеслава Першина, под руководством которого «Днепр» стал победителем любительского первенства Украинской ССР и получил право вновь представлять Черкассы во второй лиге, где команда и провела последующие сезоны. 1991 год стал последним в истории проведений союзных первенств. Черкащане заняли 18 место в своей зоне второлигового турнира и уже со следующего сезона стартовали в первом независимом чемпионате Украины.
Во второй лиге (зона УССР) черкащане провели 632 матча: 170 побед, 162 ничьи, 300 поражений, разница мячей 534—816. Лучший бомбардир команды — Сергей Шевченко (35 голов), он же рекордсмен за один сезон — 22 мяча (1988 год). Сергей был первым из черкасских футболистов, которому удалось забить сразу четыре гола за игру (20 июля 1988 года в Черкассах в игре против «Нефтяника» (Ахтырка) — 4:2). Самая убедительная победа во второй лиге получена над армейцами Львова в 1981 году со счетом 5:0 , наибольшего поражения команда испытала в Ужгороде в 1988 году от «Закарпатья» — 0:7 .
Вообще в чемпионатах СССР черкащане провели 1113 матчей: 335 побед, 318 ничьих, 460 поражений, разница мячей 1003—1292. В Кубке СССР проведено 22 матча: 11 побед, 3 ничьи, 8 поражений, разность мячей 24 — 25.

### Выступления в чемпионатах Украины (1992—2009)

Клубная эмблема в 2004—2009 годах

В премьерном национальном чемпионате Украины «Днепр» в первой лиге (группа «А») выступил неудачно, заняв лишь 12 место в группе, поэтому вынужден был в следующем сезоне выступать во второй лиге. Став победителем соревнований среди команд второй лиги, за год команда возвратила себе право снова выступать в первой лиге. Возвращение команды было сенсационным: «Днепр» с успешно начал чемпионат и даже был осенним чемпионом, но финансовые проблемы спонсора повлияли на итоговый результат во втором круге — лишь 6 место. Постепенно, в течение трех сезонов теряя ведущих игроков, команда превратилась на аутсайдера соревнований.
На старте сезона 1996/97 в 10 проведенных матчах — 10 поражений, разность мячей 0 — 39. Команду спасла мощная финансовая поддержка Черкасской продовольственной компании во главе с А. А. Гуриновичем.
В сезонах 1998/99 и 1999/00 «Черкассы» находились за шаг от высшей лиги, но сначала команда была вынуждена играть надуманный (в регламенте не было положения про переходные матчи и в высшую лигу должны были выходить 2 лучших клуба, поскольку по регламенту фарм-клубы не выходят («Динамо-2») и один клуб был объявлен банкротом («Торпедо»), то выходить должен был ФК Черкассы, занявший 4-е место) переходный матч с ивано-франковским «Прикарпатьем», а потом футбольное руководство решило сократить высшую лигу до 14 команд. Сезон 2000/01 года стал последним в первой лиге, а после завершения следующего сезона команда прекратила выступления среди профессиональных клубов.
Возрождение клуба началось с января 2003 года. Сезон 2003/04 был не совсем удачным — лишь 8 место.
На следующий год команда удачно выступила в Кубке Украины. «Днепр» сначала победил команду первой лиги «Газовик-Скала» 2:0, потом команду высшей лиги «Черноморец» 3:2 (в дополнительное время), и лишь в серии послематчевых пенальти уступили симферопольской «Таврии».
По итогам сезона 2005/06 «Днепр», после пятилетнего перерыва, вернулся в первую лигу. Успех команды стал возможным благодаря финансовой поддержке киевской инвестиционной компании «САС» и президента футбольного клуба Залялутдинова А. Р.
В первой лиге «Днепр» провёл 342 матча: 130 побед, 60 ничьих, 152 поражения, разность мячей 385—451=-66. Лучший бомбардир команды — Олег Грицай (60 мячей), он же есть и рекордсменом за один сезон — 22 мяча (1997/98 года). Самая убедительная победа в первой лиге получена над полтавской «Ворсклой» в 1994 году со счетом 7:0 , самого большого поражения команда испытала в 1996 году в Алчевске от «Стали» — 0:11.
За пять сезонов во второй лиге черкасчане сыграли 154 матча: 82 победы, 31 ничья, 41 поражение, разность мячей 245—146.
В Кубке Украины проведено 32 матчей: 11 побед, 8 ничьих, 13 поражений, разность мячей 45 — 44.

### Прекращение деятельности клуба
9 мая 2009 года, по окончании матча «Днепр» — «МФК Николаев», команда закончила своё существование.
15 и 20 мая 2009 года команда не явилась на календарные матчи чемпионата. А 21 мая 2009 года решением Дисциплинарного комитета ПФЛ за повторную неявку на игру команда была исключена из ПФЛ и снята с соревнований

### Возрождение
В 2018 году клуб был восстановлен на муниципальной основе. В 2019 году команда стартовала в чемпионате Украины среди любителей, а на следующий год заявилась для участия во Второй лиге чемпионата Украины. В 2022 году, после вторжения в Украину российских войск руководством клуба было принято решение приостановить выступления в чемпионате Украины

## Достижения
- Бронзовый призёр первенства Украины среди команд І лиги в сезоне 1999/2000.
- Участник переходного матча за право играть в высшей лиге («Прикарпатье» Ивано-Франковск 1:3, 10 июля 1999 года).
- Участник финала при участии сильнейших команд класса «Б» в 1967 году (6 место).
- Победитель соревнований среди команд 2 лиги в сезонах 1992/1993 и 2005/06.
- Победитель IV Международных игр сельских команд социалистических стран в Болгарии(1959 год).
- Полуфиналист Кубка 25-летия освобождения Украины от немецко-фашистских захватчиков (1969 год).
- Высшее достижение в Кубке Украины — 1/8 финала («Таврия» Симферополь 1:1, пен. 4:5, 12 сентября 2004 года).
- Высшее достижение в Кубке СССР — 1/16 финала («Зенит» Ленинград 0:1 , 9 сентября 1961 года).
- Чемпион Украины среди любителей 1973, 1987.
- Участник первенства Украины среди любителей 1955-57, 1972-73, 1985-87, 2003.

## Выступления по сезонам

### СССР
| Название    | Сезон | Дивизион               | Игры | В  | Н  | П  | З/П   | О  | Место | Бомбардир                                         | Кубок | Примечание                                                           |
| ----------- | ----- | ---------------------- | ---- | -- | -- | -- | ----- | -- | ----- | ------------------------------------------------- | ----- | -------------------------------------------------------------------- |
| Буревестник | 1955  | КФК УССР, 2 зона       | 14   | 0  | 5  | 9  | 12—43 | 5  | 8     |                                                   |       | В первом круге выступало Динамо (Черкассы), со второго — Буревестник |
| Буревестник | 1956  | КФК УССР, 2 зона       | 14   | 10 | 1  | 3  | 24—13 | 21 | 2     |                                                   |       |                                                                      |
| Колхозник   | 1957  | КФК УССР, 1 зона       | 10   | 2  | 6  | 2  | 17—14 | 10 | 2     |                                                   |       |                                                                      |
| Колхозник   | 1958  | Класс «Б», 2 зона      | 30   | 5  | 11 | 14 | 22—35 | 21 | 13    | Б. Соколов, М. Вульфович — по 3 гола              |       |                                                                      |
| Колхозник   | 1959  | Класс «Б», 2 зона      | 28   | 14 | 8  | 6  | 36—24 | 36 | 4     | Б. Соколов — 9 голов                              |       |                                                                      |
| Колхозник   | 1960  | Класс «Б», 1 зона УССР | 32   | 8  | 10 | 14 | 31—46 | 26 | 12    | В. Мазаев — 7 голов                               |       |                                                                      |
| Колхозник   | 1961  | Класс «Б», 1 зона УССР | 34   | 9  | 10 | 15 | 25—47 | 28 | 16    | М. Вульфович — 5 голов                            |       |                                                                      |
| Колхозник   | 1962  | Класс «Б», 1 зона УССР | 24   | 8  | 12 | 4  | 27—21 | 28 | 6     | Л. Яровой — 12 голов                              |       |                                                                      |
| Колхозник   | 1962  | финал за 7—17 места    | 10   | 5  | 3  | 2  | 19—13 | 13 | 8     |                                                   |       |                                                                      |
| Колхозник   | 1963  | Класс «Б», 1 зона УССР | 38   | 19 | 8  | 11 | 50—35 | 46 | 6     | В. Никонов — 21 гол                               |       |                                                                      |
| Колхозник   | 1963  | матчи за 11—12 места   | 2    | 1  | 0  | 1  | 2—3   | 2  | 12    |                                                   |       |                                                                      |
| Колхозник   | 1964  | Класс «Б», 2 зона УССР | 30   | 11 | 12 | 7  | 32—24 | 34 | 5     | Р. Аванесов, В Шаповалов, В. Никонов — по 7 голов |       |                                                                      |
| Колхозник   | 1964  | финал за 13—18 места   | 10   | 4  | 3  | 3  | 8—6   | 11 | 15    |                                                   |       |                                                                      |
| Колхозник   | 1965  | Класс «Б», 1 зона УССР | 30   | 10 | 10 | 10 | 30—30 | 30 | 8     | А. Андрияш, И. Прищепов — по 9 голов              |       |                                                                      |
| Колхозник   | 1965  | финал за 19—24 места   | 10   | 7  | 2  | 1  | 14—8  | 16 | 19    |                                                   |       |                                                                      |
| Колхозник   | 1966  | Класс «Б», 2 зона УССР | 38   | 11 | 14 | 13 | 24—31 | 36 | 12    | А. Андрияш — 6 голов                              |       |                                                                      |
| Колхозник   | 1966  | матчи за 23—24 места   | -    | -  | -  | +  | -     | 0  | 23    |                                                   |       | Команде «Колхозник» засчитано техническое поражение за неявку        |
| Днепр       | 1967  | Класс «Б», 1 зона УССР | 40   | 19 | 12 | 9  | 46—22 | 50 | 2     | В Никонов — 16 голов                              |       |                                                                      |
| Днепр       | 1967  | финал УССР             | 5    | 1  | 0  | 4  | 4—10  | 2  | 6     | В. Никонов — 10 голов                             |       |                                                                      |
| Днепр       | 1968  | Класс «Б», 2 зона      | 40   | 10 | 15 | 15 | 33—41 | 35 | 16    | М. Любера — 5 голов                               |       |                                                                      |
| Днепр       | 1969  | Класс «Б», 1 зона УССР | 40   | 8  | 13 | 19 | 21—36 | 29 | 19    | А. Попов, Д. Фетисов — по 10 голов                |       |                                                                      |
| Днепр       | 1970  | Класс «Б»              | 40   | 15 | 14 | 11 | 49—42 | 44 | 15    |                                                   |       |                                                                      |
| Днепр       | 1971  | Вторая лига, 1 зона    | 50   | 9  | 15 | 26 | 28—69 | 33 | 24    | А. Заскальный — 6 голов                           |       | Потеря статуса команды мастеров                                      |
| Днепр       | 1972  | КФК УССР, 4 зона       | 14   | 4  | 3  | 7  | 9—15  | 11 | 6     |                                                   |       |                                                                      |
| Гранит      | 1973  | КФК УССР, 4 зона       | 14   | 11 | 2  | 1  | 27—7  | 24 | 1     | Ю. Резник — 11 голов                              |       |                                                                      |
| Гранит      | 1973  | Финал КФК УССР         | 4    | 3  | 1  | 0  | 8—3   | 7  | 1     |                                                   |       | Выход во вторую лигу                                                 |
| Гранит      | 1974  | Вторая лига, 6 зона    | 38   | 9  | 10 | 13 | 32—49 | 34 | 16    | В. Кильдяков — 16 голов                           |       | Команда расформирована                                               |
| Днепр       | 1975  | КФК УССР, 3 зона       | 12   | 0  | 2  | 10 | 9—25  | 2  | 7     |                                                   |       |                                                                      |
| Днепр       | 1976  | КФК УССР, 3 зона       | 20   | 4  | 4  | 12 | 20—37 | 12 | 9     |                                                   |       |                                                                      |
| Днепр       | 1977  | Вторая лига, 2 зона    | 44   | 8  | 10 | 26 | 26—69 | 26 | 23    | В. Родионов — 10 голов                            |       |                                                                      |
| Днепр       | 1978  | Вторая лига, 2 зона    | 44   | 11 | 12 | 21 | 29—53 | 34 | 18    | В. Антонюк — 5 голов                              |       |                                                                      |
| Днепр       | 1979  | Вторая лига, 2 зона    | 46   | 14 | 13 | 19 | 38—49 | 41 | 14    | Ф. Матюшевский — 10 голов                         |       |                                                                      |
| Днепр       | 1980  | Вторая лига, 5 зона    | 44   | 13 | 9  | 22 | 43—50 | 35 | 17    | И. Гладкий — 9 голов                              |       |                                                                      |
| Днепр       | 1981  | Вторая лига, 5 зона    | 44   | 13 | 11 | 20 | 44—55 | 37 | 20    | Н. Тимофеев — 7 голов                             |       |                                                                      |
| Днепр       | 1982  | Вторая лига, 6 зона    | 46   | 21 | 12 | 13 | 54—42 | 54 | 8     | М. Шпак — 12 голов                                |       |                                                                      |
| Днепр       | 1983  | Вторая лига, 6 зона    | 50   | 13 | 13 | 24 | 35—61 | 39 | 25    | С Глызенко — 9 голов                              |       |                                                                      |
| Днепр       | 1984  | Вторая лига, 6 зона    | 38   | 3  | 9  | 26 | 11—55 | 15 | 26    | А. Лисковец, С. Глызенко — по 3 гола              |       | Потеря статуса команды мастеров                                      |
| Днепр       | 1985  | КФК УССР, 4 зона       | 14   | 3  | 5  | 6  | 11—29 | 11 | 5     |                                                   |       |                                                                      |
| Днепр       | 1986  | КФК УССР, 3 зона       | 16   | 3  | 3  | 10 | 14—30 | 9  | 8     |                                                   |       |                                                                      |
| Днепр       | 1987  | КФК УССР, 3 зона       | 16   | 12 | 1  | 3  | 35—10 | 25 | 1     | С. Шевченко — 16 голов                            |       |                                                                      |
| Днепр       | 1987  | Финал КФК УССР         | 5    | 4  | 1  | 0  | 10—2  | 9  | 1     |                                                   |       | Выход во вторую лигу                                                 |
| Днепр       | 1988  | Вторая лига, 6 зона    | 50   | 16 | 9  | 25 | 57—77 | 41 | 22    | С. Шевченко — 22 гола                             |       |                                                                      |
| Днепр       | 1989  | Вторая лига, 6 зона    | 52   | 15 | 16 | 21 | 64—79 | 46 | 17    | Ю. Смагин — 15 голов                              |       |                                                                      |
| Днепр       | 1990  | Вторая лига, 1 зона    | 36   | 8  | 7  | 21 | 26—48 | 23 | 16    | Н. Липинский — 6 голов                            |       |                                                                      |
| Днепр       | 1991  | Вторая лига, 1 зона    | 50   | 17 | 10 | 23 | 47—59 | 44 | 18    | С. Матвиив — 15 голов                             |       |                                                                      |

### Украина
| Название | Сезон     | Дивизион              | Игры | В  | Н  | П  | З/П   | О        | Место | Бомбардир                                      | Кубок | Примечание                                   |
| -------- | --------- | --------------------- | ---- | -- | -- | -- | ----- | -------- | ----- | ---------------------------------------------- | ----- | -------------------------------------------- |
| Днепр    | 1992      | первая лига           | 26   | 9  | 4  | 13 | 22—27 | 22       | 12    | Александр Осташов — 7 голов                    |       | вылет во вторую лигу                         |
| Днепр    | 1992/1993 | вторая лига           | 34   | 20 | 9  | 5  | 59—33 | 49       | 1     | Степан Матвиив — 20 голов                      |       | выход в первую лигу                          |
| Днепр    | 1993/1994 | первая лига           | 38   | 19 | 7  | 12 | 56—39 | 45       | 6     | Александр Осташов — 18 голов                   |       |                                              |
| Днепр    | 1994/1995 | первая лига           | 42   | 11 | 8  | 23 | 32—48 | 41       | 20    | Виталий Кобзарь — 6 голов                      |       |                                              |
| Днепр    | 1995/1996 | первая лига           | 42   | 6  | 4  | 32 | 26—91 | 22       | 20    | Сергей Гулый — 5 голов                         |       |                                              |
| Днепр    | 1996/1997 | первая лига           | 46   | 16 | 7  | 23 | 46—78 | 55       | 17    | Ю. Бакалов, О. Грицай, А. Микуляк — по 6 голов |       |                                              |
| Черкассы | 1997/1998 | первая лига           | 42   | 19 | 11 | 12 | 51—41 | 68       | 7     | Олег Грицай — 22 гола                          |       |                                              |
| Черкассы | 1998/1999 | первая лига           | 38   | 24 | 4  | 10 | 68—42 | 76       | 4     | Олег Грицай — 19 голов                         |       |                                              |
| Черкассы | 1999/2000 | первая лига           | 34   | 17 | 8  | 9  | 48—34 | 59       | 3     | Олег Грицай — 13 голов                         |       |                                              |
| Черкассы | 2000/2001 | первая лига           | 34   | 9  | 7  | 18 | 35—51 | 34       | 16    | Валентин Горкун — 5 голов                      |       | вылет во вторую лигу                         |
| Черкассы | 2001/2002 | вторая лига, группа Б | 34   | 14 | 6  | 14 | 49—36 | 48       | 11    | Вячеслав Кудря — 13 голов                      |       |                                              |
| Черкассы | 2002/2003 | не участвовала        | —    | —  | —  | —  | —     | —        | —     | —                                              |       |                                              |
| Черкассы | 2003/2004 | вторая лига, группа Б | 30   | 11 | 7  | 12 | 40—40 | 40       | 8     | Билуха, Анатолий Анатольевич — 11 голов        |       |                                              |
| Днепр    | 2004/2005 | вторая лига, группа В | 28   | 20 | 5  | 3  | 48—15 | 65       | 3     | Руслан Качур — 10 голов                        |       |                                              |
| Днепр    | 2005/2006 | вторая лига, группа В | 28   | 18 | 3  | 3  | 49—22 | 57       | 1     | Роман Полищук — 12 голов                       |       | выход в первую лигу                          |
| Днепр    | 2006/2007 | первая лига           | 36   | 10 | 9  | 17 | 31—46 | 39       | 15    | Роман Полищук — 11 голов                       |       |                                              |
| Днепр    | 2007/2008 | первая лига           | 38   | 8  | 17 | 13 | 43—43 | 35 (— 6) | 18    | Пётр Кондратюк — 7 голов                       |       | вылет во вторую лигу                         |
| Днепр    | 2008/2009 | вторая лига, группа А | 32   | 17 | 5  | 10 | 37—20 | 50 (— 6) | 7     | Антон Крамар — 6 голов                         |       | после 28 тура команда снялась с соревнований |

## Тренеры
| Период                                  | Главный тренер           |
| --------------------------------------- | ------------------------ |
| 1955                                    | Жуков                    |
| 1956                                    | И. Ткаченко              |
| 1957                                    | Борис Сапгир             |
| 1958 — 1959                             | Абрам Лерман             |
| 1960 — 1961                             | Николай Заворотний       |
| 1962                                    | Абрам Лерман             |
| 1963                                    | Дмитрий Алимов           |
| 1964 — 1965                             | Владимир Гребер          |
| 1966 — 1968                             | Франц Атбашьян           |
| 1969                                    | Дмитрий Алимов           |
| 1970 (до сентября)                      | Николай Заворотний       |
| сентябрь 1970 — 21 августа 1971         | Тиберий Попович          |
| с 21 августа — до 25 октября 1971       | Лионид Островский        |
| 26 октября 1971—1972                    | Николай Заворотний       |
| 1973 — 1974                             | Виталий Хмельницкий      |
| 1975 — 1976                             |                          |
| 1977 (до 21 апреля)                     | Анатолий Богданович      |
| с 21 апреля 1977 — до 27 июля 1978      | Борис Усенко             |
| с 27 июля 1978—1980                     | Анатолий Молотай         |
| 1981 (до 14 мая)                        | Александр Толстой        |
| с 14 мая 1981 — до 17 августа 1983      | Виктор Жилин             |
| с 17 августа — до 5 сентября 1983       | Валентин Тугарин         |
| с 6 сентября 1983 — до 15 августа 1984  | Виктор Лукашенко         |
| с 15 августа 1984                       | Николай Артюх, и. о.     |
| 1985 — 1986                             | Валентин Дементьев       |
| 1987 — до 26 мая 1989                   | Вячеслав Першин          |
| с 29 мая 1989 — до 21 августа 1990      | Рудольф Козенков         |
| с 26 августа 1990 — до 8 сентября 1992  | Виктор Жилин             |
| с 8 сентября 1992 — до 18 сентября 1995 | Семён Осиновский         |
| с 18 сентября — до 9 октября 1995       | Николай Артюх, и. о.     |
| с 10 октября 1995 — до 30 сентября 1996 | Игорь Чуприна            |
| октябрь — декабрь 1996                  | Александр Пискун, и. о.  |
| 1997 — до 5 августа 1998                | Семён Осиновский         |
| август 1998 — февраль 1999              | Вячеслав Першин          |
| февраль — декабрь 1999                  | Владимир Мунтян          |
| 2000 — до июля 2001                     | Александр Кирилюк        |
| июль — декабрь 2001                     | Анатолий Заяев           |
| 2002 (до марта)                         | Вячеслав Першин          |
| с 1 до 21 марта 2002                    | Григорий Фощий и. о.     |
| с 21 марта до 9 мая 2002                | Вячеслав Першин          |
| с 10 мая 2002                           | Александр Кирилюк        |
| 2003 — до 20 февраля 2004               | Сергей Пучков            |
| с 20 февраля 2004 — до 1 февраля 2006   | Александр Щербаков       |
| с 8 февраля — до 18 августа 2006        | Сергей Морозов           |
| с 18 августа — до декабря 2006          | Вячеслав Заховайло и. о. |
| 2007 — по июль 2008                     | Александр Рябоконь       |
| с июля 2008 — до мая 2009               | Анатолий Бессмертный     |